# Boško Šrot
Boško Šrot, slovenski pravnik, * 1957, Celje.
Boško Šrot je nekdaj bil predsednik uprave pivovarne Laško. V pivovarno je odšel po pripravništvu v občini Laško. V pivovarni se je zaposlil kot predsednik kadrovske službe, na položaj predsednika uprave pa je prišel 11. novembra 2005. Šolal se je na I. gimnaziji v Celju. S položaja predsednika uprave ga je odnesla afera leta 2009.
Od leta 2015 je v zaporu na Dobu.